# بادپر شکری
بادپر شکری (نام علمی: Petaurus breviceps) یا شوگر گلایدر (به انگلیسی: Sugar glider) نام یک گونه از سرده بادپرکیسه‌دارها است. این موجود بومی قاره های آسیا استرالیا می باشد،البته در مناطق دیگری هم یافت می شوند 
بادپر شکری از بدن سنجابی مانند با دم بلند و جزئی (ضعیف) برخوردار است. طول از بینی تا نوک دم حدود 24 تا 30 سانتی متر ، و نرها و ماده ها به ترتیب 140 و 115 گرم (5 و 4 اونس) وزن دارند. دامنه ضربان قلب 200-300 ضربان در دقیقه و ضربان تنفس 16-40 نفس در دقیقه است. بادپر شکری گونه ای از جنس جنسی است که نرها معمولاً از ماده ها بزرگتر هستند. بدگمانی جنسی به دلیل افزایش رقابت همسران ناشی از ساختار گروه های اجتماعی احتمالاً تکامل یافته است. و در مناطقی از عرض جغرافیایی بالاتر ، که در آن رقابت جفت گیری به دلیل افزایش در دسترس بودن مواد غذایی بیشتر است ، بیشتر مشهود است.